# Aspalathus costulata
Aspalathus costulata är en ärtväxtart som beskrevs av George Bentham. Aspalathus costulata ingår i släktet Aspalathus och familjen ärtväxter. Inga underarter finns listade i Catalogue of Life.